# Akinobu Osako
Akinobu Osako (大迫明伸?, Ōsako Akinobu; Kobayashi, 27 novembre 1960) è un ex judoka giapponese, vincitore della medaglia di bronzo negli pesi medi a Seul 1988.
Dopo il ritiro dall'attività agonistica è diventato arbitro internazionale venendo scelto per le edizioni dei campionati mondiali di judo tra il 2010 ed il 2015 e due edizioni dei Giochi olimpici, Londra 2012 e Rio de Janeiro 2016.

## Palmarès
- Giochi olimpici

Seul 1988: bronzo negli 86 kg.